# Dave Weckl
Dave Weckl (8 de gener de 1960) és un virtuós bateria de Jazz-fusió que ha desenvolupat una tècnica notable i innovadora a la Bateria. A part de tindre una banda pròpia, ha tocat amb la Michel Camilo band i la Elektric Band d'en Chick Corea.